# Ogiges
Ogiges, Ogige, Ogigo ou Ogigos (em grego: Ὠγύγης or Ὠγύγος) foi um rei mitológico primevo da Grécia Antiga, geralmente da Beócia, mas uma lenda alternativa também faz dele o primeiro rei da Ática. Embora a etimologia e o significado originais sejam incertos, a palavra grega Ogygios (Ωγύγιος), que significa ogígico, acabou se tornando um sinônimo de "primevo", "primordial", "das primeiras eras".
É mais conhecido como o rei dos ectenos ou hectenos, povo autóctone da Beócia, onde a cidade de Tebas seria fundada posteriormente. Como tal, ele se tornou o primeiro soberano de Tebas, que foi, naquele tempo, chamada de Ogígia em sua homenagem. Posteriormente, os poetas viriam a se referir aos tebanos como ogígidas.
A história foi contada por Pausânias, que, escreveu em suas viagens na Beócia no século II d.C.: "Dizem que os primeiros a ocupar a terra de Tebas foram os ectenos, cujo rei era Ogigo, um aborígene. De seu nome derivou-se "ogígia", que é um epíteto de Tebas utilizado pela maioria dos poetas."
Existem porém um grande número de histórias alternativas sobre ele na mitologia grega. De acordo com o escoliasta de Licofronte, seu reino era localizado na Tebas egípcia. Estevão de Bizâncio, ao escrever no século VI d.C., disse que Ogiges havia sido o primeiro rei da Lídia (uma provável confusão com Giges, o primeiro rei da Lídia). Em ainda outra versão da história, a tradição beócia foi combinada com a de outra parte da Grécia: Ogiges teria sido o rei dos ectenos, primeiro povo a ocupar a Beócia, mas ele e seu povo mudaram-se posteriormente para a área conhecida então como Acte (Akte). A terra foi chamada de Ogígia em sua homenagem mas recebeu depois o nome de Monte Atos. Sexto Júlio Africano, que escreveu depois de 221 d.C., acrescentou que Ogiges teria fundado Elêusis.
As histórias sobre sua ascendência também variam muito. Além de Ogiges ter sido um dos aborígenes da Beócia, existem contos que o retratam como filho de Posídon, Beoto, ou até mesmo Cadmo. O Papa Teófilo, no século IV d.C. (ad Autol.), escreveu que ele teria sido um dos Titãs. 
Foi marido de Teba, de quem a cidade grega de Tebas recebeu seu nome. Seus filhos foram listados como: Eleusino (de quem a cidade de Elêusis recebeu o nome) e Cadmo (assinalado acima como seu pai em outras versões da lenda), além de três filhas: Áulide, Alalcomênia e Telvínia. 
Esforços para ligar sua lenda à tradição bíblica já o fizeram ser um contemporâneo ao Êxodo dos hebreus, fugindo do Egito Antigo.
O primeiro dilúvio mundial da mitologia grega, chamado de dilúvio ogigiano, teria ocorrido durante o reinado de Ogiges, de quem teria derivado o nome - embora algumas fontes o apresentem como um dilúvio regional, tal como uma inundação do Lago Copais, um grande lago que existia no centro da Beócia. Outras fontes o vêem como um dilúvio associado com a Ática. Esta última opinião foi aceita por Africano, que escreveu que "aquele grande e primeiro dilúvio ocorreu na Ática, quando Foroneu era o rei de Argos, como narra Acusilau.
Quando este dilúvio foi considerado global, uma semelhança foi notada com o dilúvio bíblico de Noé: diversas datas foram assinaladas para o evento, incluindo 9.500 a.C. (Platão), 2.136 a.C. (Varrão), e 1.796 a.C. (Africano)..
Outra interpretação é dada por Isaac Newton, que faz dele um cimério ou cita, os povos nômades que habitavam a Grécia antes dela ser invadida por exilados egípcios em 1125 a.C.. Seu filho Eleusino fundou Elêusis em 1080 a.C. - uma das cinco cidades mais antigas da Grécia.
Ogiges sobreviveu ao dilúvio porém muitos pereceram. Depois de sua morte, devido à devastação do dilúvio, a Ática permaneceu sem reis por 189 anos, até a era de Cécrope (Cecrops Diphyes). Africano escreveu: "Porém depois de Ogiges, devido à grande destruição causada pelo dilúvio, o que hoje em dia se chama de Ática permaneceu sem rei por cento e oitenta e nove anos, até os tempos de Cécrope. Pois Filocoro assegura que aquele Acteão que veio depois de Ogiges, e todos os nomes fictícios, nunca sequer existiram."
O nome de Ogiges provavelmente tem a mesma origem que o da ilha fantasma de Ogígia, mencionada na Odisseia de Homero.